# Redouane Zerdoum
Redouane Zerdoum (en arabe : رضوان زردوم) né le 1er janvier 1999 à Hussein-Dey (wilaya d'Alger) est un footballeur algérien jouant au poste d'avant-centre à le NA Hussein Dey.

## Carrière

### En clubs
Redouane commence sa carrière professionnelle au Nasr Athletic Hussein Dey en avril 2019, club pour lequel il totalise 20 matchs et cinq buts.  
Il s'envole en janvier 2020 en Tunisie pour rejoindre l'Etoile sportive du Sahel avant de rejoindre le Club africain en décembre 2021.  
En août 2022, il signe un contrat pour intégrer la JS Kabylie. Même après son transfert, la transaction continue de faire parler d'elle puisque le Club africain réclame auprès de la FIFA des indemnités possiblement non versées par la JSK.  